# Levi Benima

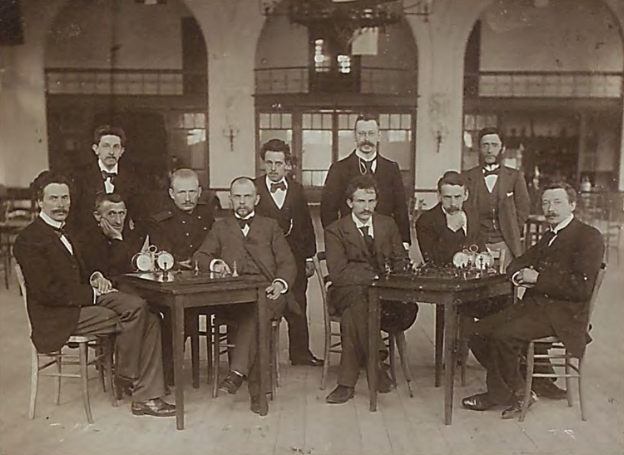
Groepsfoto voor de bondswedstrijd van 1898 te Den Haag. v.l.n.r.: Loman, Moquette, Benima (60, zittend), Te Kolsté, A.van Foreest, D.Bleijkmans, Tresling, Heemskerk, Meiners, van den Berg, Olland.

Levi Benima (Voorschoten, 11 mei 1838 – Amsterdam, 3 februari 1922) was een Nederlandse schaakmeester. Hij won in 1881 en in 1883 het officieus Nederlandse schaakkampioenschap.
In de laatste kwart van de negentiende eeuw behoorde Benima met Messemaker, Van 't Kruijs en Dupré tot de zogenaamde nestoren van het Nederlandse schaken. Zij hadden gemeen dat ze allen minstens eenmaal de Nederlandse kampioenschap in de periode van 1873 tot 1884 hadden gewonnen. Het was tevens in die periode dat Benima zijn grootste schaaksuccessen boekte:
- In 1881 in Den Haag won hij de eerste prijs voor Kothe, Loman, Messemaker en Sichenhaar.
- In 1882 eveneens in Den Haag won hij de derde prijs, ditmaal achter Messemaker en Loman, en gevolgd door Pinedo
- In 1883 in Rotterdam won hij de eerste prijs voor Dupré, Loman en Messemaker
- In 1885 in Den Haag won hij weer de derde prijs, achter D. van Foreest, Messemaker en Malta
- In 1886, Den Haag, deelde hij de tweede en derde plaats met Loman, een wedstrijd dat gewonnen was door D.van Foreest
- In 1888, Rotterdam, eindigde hij als vijfde, achter respectievelijk Loman, D. van Foreest, Messemaker en Malta.

Aan de dominantie van de nestoren kwam een einde toen onder leiding van Arnold van Foreest en met namen als Olland, Tresling en Loman een nieuwe generatie opstond die met haar spel het Nederlandse schaken definitief aan de internationale schaakwereld deed aansluiten. Benima trok zich aanvankelijk terug naar zijn geboorteplaats Voorschoten, waar hij nog af en toe met Tresling speelde. De laatste tien jaren van zijn leven bracht hij onder toezicht van zijn dochter door in Amsterdam. Daar speelde hij nog af en toe in de IJsbreecker.

## Speelstijl
Benima zou een natuurspeler zijn geweest, voorzichtig, vindingrijk, sterk in de verdediging en met een goede eindspel in de vingers. Hij hield van de Schotse partij en een variant van het Schots gambiet (1.e4 e5 2.Pf3 Pc6 3.d4 exd4 4.Lc4 Le7) is zelfs naar hem genoemd, ook al speelde Johann Löwenthal deze reeds in 1856. Deze variant kan overigens ook uit de Hongaarse verdediging voortkomen via 1.e4 e5 2.Pf3 Pc6 3.Lc4 Le7 3.d4 exd4 - dezelfde zetten in een andere volgorde.